# Maurice Genevoix
Maurice Genevoix (Decize, 1890 — Xàbia, Marina Alta, 1980) va ser un escriptor francès.
Va ser ferit durant la Primera Guerra Mundial, experiència que inspirà dramatisme en les seves primeres narracions. Durant els anys 20 es convertí en un referent de la novel·la camperola i ambientà diverses narracions a l'Àfrica i el Canadà. Va ingressar a l'Acadèmia Francesa el 1946. Va entrar al Panteó de París l'11 de novembre de 2020.

## Obres
- Sous Verdun (1916)
- Nuits de guerre (1917)
- La boue (1921)
- Raboliot (1925, premi Goncourt)
- Marcheloup (1934)
- Eva Charlebois (1944)
- Tendre bestiaire (1969)
- Bestiaire enchanté (1970)
- Bestiaire sans oubli (1971)
- Lorelei (1978)
- Trente mille jours (1981), una autobiografia